# Grottes de Montmaurin
Les grottes de Montmaurin sont un ensemble de cavités situées dans les gorges de la Seygouade, sur la commune de Montmaurin, en Haute-Garonne, en Pays Comminges Pyrénées, dans la région Occitanie, en France.
Le remplissage archéologique des grottes couvre une longue période, allant de l'interglaciaire Mindel-Riss (environ 400 000 ans) jusqu'à l'époque gallo-romaine. Plusieurs de ces grottes ont livré des fossiles humains, dont le plus célèbre, tiré de la grotte de la Niche, est la mandibule de Montmaurin, le plus ancien fossile humain connu en France jusqu'à la découverte de l'Homme de Tautavel.
La grotte des Abeilles est le premier site où a été reconnu le protoaurignacien. Le site de Montmaurin, dont les principales cavités sont la Terrasse, Coupe-Gorge et la Niche, est un gisement important pour la connaissance des phases anciennes du Paléolithique en France.
Ces grottes ont pour voisines proches les grottes de Lespugue, qui participent de la même formation géologique et dont la grotte des Rideaux a livré la célèbre Vénus de Lespugue (Gravettien). D'autres grottes sont situées sur la commune de Montmaurin mais dans la vallée de la Save et font à ce titre partie de l'ensemble des grottes de Lespugue. Ce sont la grotte de Gahuzère I et II et un abri sans nom, dans les gorges même de la Save ; et la grotte de Bacuran et le gisement de la Terrasse de Bacuran, entre les deux premiers mais beaucoup plus haut sur le plateau donc hors des gorges de la Save.

## Situation
Les grottes de Montmaurin sont situées dans le Sud de la Haute-Garonne à 93 km au sud-ouest de Toulouse, 60 km à l'est de Tarbes, 20 km au nord-ouest de Saint-Gaudens et à environ 800 m au nord-ouest de Montmaurin. Elles font partie du pays du Nébouzan.
Situées dans les gorges de la Seygouade (affluent de la Save et sous-affluent de la Garonne), les grottes de Montmaurin sont principalement en rive droite (côté est) de la Seygouade et s'ouvrent vers le nord-ouest, dans l'ancienne carrière dite « carrière Miro ». La grotte du Chêne est elle aussi en rive droite mais à plusieurs centaines de mètres en aval. Seules la grotte des Abeilles et la grotte Zubiate se trouvent sur la rive gauche,.

### L'interfluve, un environnement naturel privilégié…
La Seygouade conflue avec la Save près du point extrême nord-est de la commune de Montmaurin. Ces deux rivières, venant du sud, forment chacune des gorges (celles de la Save marquant la limite naturelle de la commune), sur ~3,6 km de long à l'ouest et nord-ouest pour les gorges de la Seygouade et sur ~2,9 km de long à l'est et nord-est pour les gorges de la Save. Ce sont aussi les longueurs de rivières incluses dans la ZNIEFF de type 1 « Gorges de la Save et vallée de la Seygouade », qui vise les deux vallées presque jusqu'à leur confluence pour une surface totale de 279,5 ha (2,795 km2), avec toutefois une différence notable entre les deux rivières : la ZNIEFF n'inclut que la rive droite de la Seygouade mais couvre les deux rives de la Save,.
Cet interfluve réunit sur moins de 400 ha « les principaux types d'indicateurs écologiques de la flore française, voire européenne, à l'exception des indicateurs des hautes montagnes et des milieux littoraux » et abrite une très remarquable et même rare diversité biologique. Sur une note générale de climat atlantique atténué (forêts mixtes de type atlantique), les vallées encaissées servent de « stations-refuges » fraîches à froides. On y trouve des plantes des milieux froids, témoins de plusieurs paléoclimats : 
hêtre et plantes montagnardes implantées pendant les périodes glaciaires froides et humides, et 
chêne sessile et charme venus du centre et du nord-est de la France, voire d'Europe moyenne, pour les périodes froides et moins humides. 

Juste à côté de ces stations-refuges froides, se situe un ensemble de stations-refuges chaudes et sèches : les soulanes sur le versant sud du même dôme karstique de Montmaurin. Le chêne vert et les espèces de son cortège, indicateurs d'un climat méditerranéen, se sont installés dans la région pendant les périodes chaudes du Quaternaire et ont pu s'y maintenir pendant les refroidissements ultérieurs grâce aux soulanes. 

Les bords des rivières amènent aussi une galerie continue de végétation classique en terrain humide, avec aulnes glutineux, peupliers et saules, accompagnés de leurs cortèges arbustifs et herbacés. Les terrains plats ou peu inclinés sont peuplés de chênes pédonculés et surtout chênes pubescents et leurs cortèges.
Avec une telle diversité d'environnements, l'endroit attire donc des faunes inféodées tout aussi diversifiées.

### … et un haut lieu de l'histoire de l'Homme
Cet espace de quelque 3 km2 se trouve dans une zone karstique qui n'aurait pas subi de lessivage (tout au moins pas de lessivage généralisé). Il forme un « lieu si prestigieux, mentionné dans tous les manuels d'histoire, un ensemble unique qui, du Pithécanthrope à l'Homme moderne, fait partie de patrimoine de l'Humanité » et renferme, selon la paléontologue Isaure Gratacos, « tous les restes de tous les âges »,,. Avec la perspective d'un retour des carriers faisant peser une grave menace sur le site, de nombreuses voix se sont élevées pour sa défense. Jean Clottes, Henry de Lumley, Yves Coppens et bien d'autres scientifiques 
s'accordent pour considérer l'interfluve Save-Seygouade comme un Haut Lieu de l'Humanité. Sa place dans l'histoire du peuplement de l'Europe et dans l'histoire de l'évolution de l'humanité est de pair avec l'Homme de Tautavel, la mandibule de Mauer, l'Homme de Ceprano et quelques autres fossiles célèbres.
Le site de Montmaurin est voisin des grottes de Lespugue, à environ 2 km en bordure est et nord-est de la commune.

## Géologie
Les grottes de Montmaurin sont à l'extrémité ouest des Petites Pyrénées, sur « la dernière ride nord pyrénéenne calcaire » ; le village lui-même est sis sur un prolongement de l'anticlinal du massif du Plantaurel, constitué selon M. Delpoux (2014) de couches de calcaires à algues et milioles dano-montiens. Cailhol et al. (2019) précise que le dôme de Lespugue-Montmaurin est un brachy-anticlinal qui résulte de la poussée du chevauchement frontal nord-pyrénéen et s'allonge dans la direction sud-ouest / nord-est sur 5 km. Le « front des Petites Pyrénées » est ici affecté par le « décrochement de Lespugues », une structure qui a contribué à la formation des gorges de la Save et de la Seygouade.
Selon Girard (1973), les grottes sont creusées dans le calcaire marin du Danien (entre 66,0 et 61,6 millions d'années), premier étage du Paléocène, dans l'ère cénozoïque (Tertiaire). La carte géologique indique le Dano-Montien (e1, couleur rouge brique clair sur la carte géologique) : « calcaires sublithographiques à algues et milioles », avec une extension du temps de dépôt incluant le Montien jusqu'à environ 59,2 millions d'années. Ces calcaires correspondent aux couches les plus anciennes de l'ère tertiaire.
La Garonne et ses affluents ont édifié cinq terrasses alluviales, corrélées avec les glaciations du Quaternaire et connues sous les appellations de « nappe culminante » (Donau), « haute terrasse » (Günz), « moyenne terrasse » (Mindel), « basse terrasse » (Riss) et « basses plaines » (Würm). La série de gisements paléontologiques et archéologiques du massif de Montmaurin-Lespugue est le seul ensemble préhistorique de l'Aquitaine garonnaise qui s'articule au sein de ce vaste système : les cinq nappes régionales se retrouvent dans les gorges de la Seygouade, et la carte géologique les montre également dans les gorges de la Save.

## Répartition des grottes et abris
Le réseau karstique des grottes de Montmaurin est développé sur quatre niveaux qui correspondent vraisemblablement à quatre étapes d'enfoncement de la Seygouade, en relation avec l'étagement des terrasses de la Garonne. Subséquemment, les dépôts plus anciens sont dans les cavités les plus hautes. La Seygouade se trouve de nos jours à 308 m d'altitude,.
Le plus haut niveau, à 60 m au-dessus de la rivière, est constitué de grandes poches de terre remplies d'un conglomérat coloré par les oxydes métalliques.
Les grottes elles-mêmes sont situées à trois niveaux sur une paroi verticale de calcaire :
- Au niveau supérieur se trouvent la grotte de Montmaurin ou grotte Boule ; et, un peu au sud de celle-ci[32], la grotte de la Terrasse qui est effondrée. Ces deux grottes s'ouvrent à environ 40 m au-dessus de la Seygouade[33].

- Au niveau intermédiaire sont la grotte de Coupe-Gorge, à la verticale de la grotte Boule[33] ; et la grotte de la Niche[32], mieux décrite comme une fissure qui prolonge la grotte de la Terrasse vers le bas. De nombreuses poches et cavités prolongent ce niveau vers l'aval ; elles sont soit remplies de terre, soit encore en activité, et elles apparaissent et disparaissent (détruites) avec la progression du front de carrière vers le cœur du massif. Ce niveau se trouve à environ 25 m au-dessus de la rivière[33].

- Au niveau inférieur se trouve la grotte du Putois, ou les quatre grottes de ce nom (voir la section « Grotte du Putois »), qui s'ouvrent au niveau de la route D 633 à 4 m au-dessus de la rivière[33].

D'autres grottes sont occasionnellement citées dans la littérature scientifique, sans pour autant en donner la location précise. Ce sont : les Abeilles, Zubiate, Clarens, grotte des Stalagmites, la faille de l'Éléphant. Crégut-Bonnoure et al. (2010) indiquent seulement « huit cavités » mais mentionnent aussi la poche Mothe, la faille et le puits de l'Éléphant, la grotte Clarens et la grotte des Stalactites.
Une des grottes principales porte deux graffitis signés Norbert Casteret, célèbre spéléologue commingeois qui l'a visitée en 1902 ; c'était sa première exploration de grotte.

## Occupations
- Acheuléen : Coupe-Gorge, Niche, Boule, Terrasse
- Moustérien : Coupe-Gorge, Putois, Abeilles
- Protoaurignacien : Abeilles
- Aurignacien ancien : Abeilles, Niche
- Magdalénien : Putois
- Âge du bronze : Putois
- Âge du fer : Putois

## Découvertes et fouilles
La grotte Boule, dite aussi grotte de Montmaurin, est connue de longue date. Au tournant du XXe siècle, Émile Cartailhac prélève des os dans la « brèche à Machairodus » de la grotte Boule, dite alors « grotte de Montmaurin » car elle est la seule grotte connue sur le site ; Boule étudie ces os, et les publie en 1902. René de Saint-Périer prélève de nouveaux échantillons en 1914 et arrive à des conclusions similaires.
L'avance du front d'une carrière à flanc de coteau met au jour les autres grottes, avec cependant un certain délai : le début de l'exploitation en carrière commence de façon artisanale fin XIXe siècle et s'amplifie jusqu'à une exploitation industrielle au XXe siècle, mais les nouvelles grottes ne sont découvertes que juste après la fin de la Deuxième Guerre mondiale. Les premiers observateurs de ces nouvelles grottes sont MM. Zubiate et Cammas.
Le 21 septembre 1945 les grottes nouvellement dévoilées reçoivent la visite de l'abbé Henri Breuil et d'Henri Begouën, qui en confient les fouilles à Louis Méroc. Le maire de l'époque, inquiet des conséquences restrictives d'un classement du site, fait des difficultés pour la fouille mais finit par les accepter puisque les premières fouilles commencent à Pâques 1946.
Méroc dirige les fouilles de l'ensemble du site pendant 15 ans de 1946 à 1961, y utilisant les premières techniques « modernes » de fouille. Il se concentre principalement sur la grotte de Coupe-Gorge (27 campagnes de fouilles), mais travaille aussi sur celle de la Terrasse qu'il fouille entièrement après sa découverte dans ce lieu de quartzites taillés dans une couche de sédiments surmontant un lit de galets roulés. Il effectue des sondages dans la grotte Boule (anciennement grotte de Montmaurin) en 1947, 1948 et 1956. En 1953 la grotte du Putois est menacée de destruction ; Méroc suspend les fouilles de Coupe-Gorge et de la Terrasse et fouille entièrement le Putois,.

### Les hauts et les bas de la notoriété
Méroc publie régulièrement les résultats de ses recherches dans la revue Gallia et fait du chantier de Coupe-Gorge une « école de fouilles » où les positions de chaque objet trouvé sont strictement notées par des coordonnées cartésiennes (repères orthonormés) - une nouveauté à l'époque, qui va de pair avec la rigueur de l'école de fouilles dirigée par André Leroi-Gourhan au chantier d'Arcy-sur-Cure. Il est activement soutenu par le comte Bégouën et l'abbé Breuil, figures emblématiques, officielles et influentes du milieu de la préhistoire dans cette première partie du XXe siècle ; et, localement, par Raymond Saint-Martin, maire de Montmaurin de 1944 à 1989, qui encourage à la fois Méroc et Georges Fouet - ce dernier travaillant à la mise au jour des beaux vestiges gallo-romains sur la commune (villa gallo-romaine de Lassalles et de la Hillère).
La « mandibule de Montmaurin », découverte par Raoul Cammas le 18 juin 1949 dans la Niche, fait grand bruit dans les milieux préhistoriques internationaux. Décrite comme « pré-néandertalienne », elle est à l'époque considérée comme le plus vieux fossile de France. Henri-Victor Vallois l'étudie et fait une courte publication, d'abord en français dans les Comptes-rendus hebdomadaires des séances de l'Académie des sciences (Vallois   1955) puis en anglais dans l'American Journal of Physical Anthropology (Vallois   1956) ; son étude détaillée, publiée quelque vingt ans plus tard (Billy & Vallois   1977a et 1977b), assied ce fossile dans le paysage archéologique. 

Entre-temps, les grottes de Montmaurin sont devenues incontournables dans le monde paléo-anthropologique ; elles sont au programme de l'excursion du 78e Congrès national des sociétés savantes en avril 1953 ; et de l'excursion dans les Pyrénées orientales et centrales du VIIIe Congrès de l'International Union for Quaternary Research (INQUA) en 1969.
Mais Méroc meurt en 1970, sans avoir pu étudier l'énorme quantité de matériel qu'il a exhumé. Tout juste a-t-il eu le temps de publier quelques courtes notices entre 1947 et 1954,,,, et une étude plus détaillée de la mandibule de la Niche,.
Il y a par ailleurs conflit entre les méthodes de Méroc et les souhaits de la nouvelle génération d'archéologues, nommément Georges Laplace qui considère que la méthode d'enregistrement des données de fouilles de Méroc n'est pas assez performante. Laplace doit une bonne partie de ses débuts à Méroc : il a été l'un de ses étudiants à Toulouse ; il fait ses premiers pas sur les fouilles de terrain à Montmaurin en 1947 et Méroc le soutient activement pour son installation dans le milieu universitaire. Laplace souhaite mettre sur pied des enregistrements plus complets qui puissent servir non seulement à la localisation du matériel recueilli mais aussi directement à son analyse. Les deux chercheurs, l'un considéré (principalement par Laplace) comme amateur - Méroc n'a jamais eu le temps de compléter son doctorat - et l'autre mieux implanté dans les sphères universitaires, finissent par se disputer vers la fin des années 1950 à propos de la publication des résultats de fouilles de la grotte des Abeilles, sur fond de différence dans les enjeux scientifiques, et cessent de coopérer. Finalement, Méroc, un « ancien », manque de reconnaissance officielle. Personne ne prend son relais à Montmaurin, et ces grottes qui ont tant à fournir tombent dans l'oubli.

## Les grottes
Elles sont présentées ici dans l'ordre chronologique de l'ancienneté de leurs remplissages respectifs (voir Renault–Miskovsky et al.   2005, paragr. 8).

### Grotte Boule ou grotte de Montmaurin
La « grotte de Montmaurin » a été rebaptisée « grotte Boule », du nom du paléontologue Marcellin Boule qui en a le premier étudié les ossements, pour la différencier des autres grottes du site après l'apparition de ces dernières. Elle est à l'étage supérieur de la falaise du site, à environ 40 m au-dessus de la Seygouade. Les premières fouilles datent de 1947.

#### Brèche àMachairodus
La « brèche à Machairodus » a fourni les plus anciennes données stratigraphiques de cet ensemble de grottes, avec de l'Acheuléen ancien. Particulièrement riche en fossiles, elle forme une sorte de bandeau sur la paroi droite de la grotte Boule, à environ 1,50 m au-dessus du sol actuel de la grotte. Émile Cartailhac y a prélevé des os, que Boule a étudiés, et publiés en 1902. René de Saint-Périer prélève de nouveaux échantillons en 1914 et arrive à des conclusions similaires. Il refouille la brèche en 1922.
Les ossements récoltés par Boule étaient cimentés, formant une brèche très dure qui témoigne d'un remplissage anciennement disparu : il n'en subsiste que des lambeaux fixés à la paroi à environ 1,80 m de hauteur. Malgré le mauvais état des fossiles recueillis, Boule y détermine un assemblage d'espèces dominé par Rhinoceros mercki et Machairodus latidens, typique d'un climat chaud, qualifié de « faune archaïque chaude du début du Quaternaire ». Girard (1973) mentionne aussi le cheval et d'autres espèces de faune.
- Rhinoceros mercki Kaup : 7 molaires.
- Equus caballus L. : une molaire inférieure de lait, qui rattache l'animal à une des nombreuses races de E. caballus actuel ; et quelques os longs dont la forte taille[37] indiquerait une étape d'évolution entre E. stenonis et E. caballus vrai[63], ce qui donne un caractère ancien mais non archaïque[37].
- Sus scrofa L. : quelques dents isolées semblables à celles du sanglier actuel.
- un bovidé : quelques dents et des fragments d'os longs[37]. Saint-Périer en trouve également un métacarpien, un métatarsien, une prémolaire et deux molaires supérieures, qui rappellent l'aurochs et en tout cas une forme beaucoup plus développée que Bos elatus du Pliocène[63].
- Cervus elaphus L. : dents, fragments d'os longs et un canon.
- Cervus capreolus L. : quelques molaires inférieures indifférenciables de celles du chevreuil ordinaire.
- Canis lupus L. : un fragment de carnassière droite supérieure.
- Ursus sp. : un arrière-crâne d'ours de petite taille n'appartenant ni à U. spelaeus ni à U. arvernensis[n 6].
- Hyaena brunnea : une mandibule droite avec ses dents, qui indiquent un stade d'évolution entre H. arvernensis et la hyène brune actuelle.
- Castor sp. : une petite arrière-molaire droite, de forme similaire à celle des castors actuels. La taille seule ne suffit pas à déterminer l'appartenance à une espèce archaïque.
- Machairodus latidens : une canine supérieure rongée par les hyènes[37].

Cette faune rappelle par certains éléments le Tertiaire final mais reste éloignée de la faune du Pliocène supérieur. L'assemblage lithique associé est attribué à l'Acheuléen tardif, de même que les assemblages lithiques de Coupe-Gorge (niveau intermédiaire sur la falaise) et de La Terrasse (niveau supérieur). La flore associée est celle d'une steppe herbeuse avec 20–35 % de pollen d'arbres, principalement des pins et du bouleau.

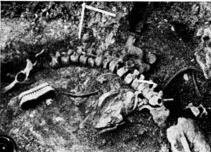
Ursus spelaeus de Coupe-Gorge. Muséum de Toulouse.

### Grotte de Coupe-Gorge
La grotte de Coupe-Gorge a livré des vestiges humains datés d'environ 200 000 ans, soit l'interstade Riss II – Riss III. D'autres fossiles datent de la fin de la glaciation de Riss, de l'Éémien (environ 130 000 à 115 000 ans, intervalle entre la fin du Riss et le début de la glaciation de Würm), et du stade isotopique 5 (début du Würm).
Un squelette de lion des cavernes (Panthera spelaea) presque complet a été trouvé en 1956, ainsi qu'un squelette d'ours des cavernes (Ursus spelaeus) en connexion anatomique.

### Grotte de la Niche
La grotte de la Niche a livré des fossiles humains anté-néandertaliens, dont la célèbre « mandibule de Montmaurin » trouvée par Raoul Cammas en 1949.
Elle se présente comme une galerie verticale à l'étage intermédiaire,,,,, reliée à la grotte de la Terrasse à l'étage au-dessus. Elle a été découverte par  R. Cammas en 1945. Il y a recueilli 1 856 pièces de matériel (os et outils lithiques), une mandibule humaine (la « mandibule de Montmaurin ») et une vertèbre cervicale. Une douzième vertèbre thoracique et un tibia humains ont été trouvés plus tard, lors du classement de la faune.
R. Cammas a établi la stratigraphie précise de la grotte ; le matériel, pour sa plus grande partie, a pu être situé dans le remplissage,.
Louis Méroc a pensé que le remplissage de la Niche provenait peut-être de la grotte de la Terrasse ; mais des études ultérieures montrent que la Niche est une grotte à part entière.
Son remplissage est passé par plusieurs étapes. D'après É. Cartailhac, la grotte a d'abord été complètement remplie. Ensuite toutes les couches meubles ont été emportées par une vidange importante ; seul  le niveau concrétionné, riche en faune est resté en place, encore visible de nos jours. Ensuite la grotte s'est remplie de nouveaux sédiments, incluant les vestiges d'une faune froide dominée par le renne et associée à une industrie aurignacienne pauvre.

#### Mandibule de Montmaurin
La célèbre « mandibule de Montmaurin » est datée du MIS 7, soit environ 190 000 à 240 000 ans AP (Crégut-Bonnoure et al.   2010,, Martínez et al.   2020).
Elle présente certaines caractéristiques néandertaliennes (notamment pour ses dents) mais son aspect général est plus primitif que les fossiles de la Sima de los Huesos, qui sont datés de 430 000 ans. Comme l'Homme de Ceprano (Italie) et d'autres fossiles du Pléistocène moyen récent, chacun avec ses caractéristiques uniques, la mandibule de Montmaurin contredit l'idée d'une évolution multirégionale vers l'Homme de Néandertal.

#### Autres vestiges humains de la Niche
Cette grotte a également livré une vertèbre thoracique (signalée mais jamais étudiée), ainsi qu'un tibia et une autre vertèbre thoracique, décrits par Cammas & Tavoso   (1986), qui n'ont pas encore été localisés (en 2017).

#### Paléoclimat
Les humains de la Niche ont connu des paysages découverts de type steppe à graminées, avec un climat froid et sec correspondant vraisemblablement à l'avant-dernière glaciation. C'est le même paysage qui se retrouve à la base de la stratigraphie de Coupe-Gorge.

### Grotte du Putois

#### Situation
Elle se trouve à l'étage inférieur, au bord de la route, à 3 m au-dessus du cours d'eau la Seygouade et à 21 m au-dessous de Coupe-Gorge. Curieusement, Méroc (1948) la situe à 300 m de cette dernière alors qu'elle est tout juste à quelques dizaines de mètres au nord (en aval) de Coupe-Gorge ; à la distance que Méroc indique, se trouve seulement une grotte isolée : la grotte du Chêne, en aval.
Les quatre ouvertures, ou quatre grottes, sont répertoriées de 1 à 4 d'aval en amont.
La grotte du Putois 2 est pratiquement la seule étudiée dans la littérature scientifique. Elle commence par un boyau d'environ 6 m de long, large de 1 à 1,50 m, qui s'agrandit vers le fond pour former une très petite salle d'environ 2 × 2 m, remplie de stalactites ou débris de stalactites.

#### Nombre d'ouvertures
Méroc , et Vialet (2019) lui donnent quatre ouvertures. Mais Méroc indique aussi « quatre petites grottes [au niveau inférieur] dont celle du Putois ». La question reste ouverte faute de documentation suffisante sur ce point.

#### Fouilles
Méroc sonde la grotte du Putois 2 en 1946. En septembre 1953 Raoul Cammas commence seul le carroyage (mise en place des repères pour les coordonnées cartésiennes). Méroc y revient en 1953 alors que l'ensemble est menacé de destruction ; il étend le sondage aux grottes du Putois 1, 3 et 4 en 1954. Les fouilles sont poursuivies sans continuité : Pâques et septembre 1957, automne 1959.

#### Remplissage
Un sondage par Louis Méroc en 1946 révèle des sépultures de l'âge du bronze et des foyers magdaléniens dans la grotte du Putois 2.
La stratigraphie donnée ci-dessous est celle donné par Méroc, sauf mention autre.
- C1 z : par endroits, couche de galets roulés[94].
- C1 a: 10 cm de limon brun rouge avec ossements humains et quelques fragments de poterie (âge du fer)[94].

- C1 y : lit de gros galets ovoïdes, longs de 30 cm, déposés intentionnellement côte à côte verticalement. Cammas ajoute que ces galets, de 25 à 30 cm, sont séparés par des plaques stalagmitiques[94].

- C1 b : 10 cm de limon brun rouge avec ossements humains (Énéolithique). Selon Cammas, il y a là un foyer à ossements humains dans une couche argileuse stalagmitée[94].

- C1 bis : 5 cm de plancher stalagmitique (Mésolithique ?)[94].

- C2 : 30 cm : d'après Méroc, un « limon brun rouge avec Magdalénien III (...) qui semble disposé en trois lits (2a, b, c) peut-être simples foyers ». Selon Cammas, ce niveau est divisé en 3 (mais les différentiations entre ces sous-couches ne sont pas aussi claires qu'il le suggère) :
  - C II a : limon sableux avec galets à la base et industrie.
  - C II b : « limon argileux, quelques gros galets et industrie légèrement calcités, cailloux calcaires à la base ».
  - C II c : « limon argileux, gros éléments calcaires (5-7 cm) nombreux galets et graviers de diamètre variant entre 1 cm (rare) et 2 cm »[94].

- C3 : 60 cm de petits éléments cryoclastiques enrobés de limon argileux jaune clair. Cette formation rappelle en moins sableux, la « castine du Périgord ». Cammas précise : « dans le carré, en troisième couche, il y avait une couche d'argile irrégulière de 2 cm contre le bord gauche pour finir contre le bord droit de 6 à 10 cm. Stérile »[94].

- C4 : argile d'abord identique à celle de la couche III du Putois I puis jaune clair très plastique. Un sondage à 2,20 m en dessous du niveau actuel de la Seygouade n'a pas trouvé le fond rocheux de la vallée. Selon Cammas, immédiatement en dessous de cet argile se trouve une couche de gravier de terre de 10 cm sur le bord droit et de 5 à 6 cm d'épaisseur sur le bord gauche ; et dans cette couche de trouvaient quelques ossements d'animaux et quelques éclats de silex[94].

#### Matériel lithique
L'industrie lithique inclut plusieurs centaines de pièces mais seulement 17 pièces d'outils. Elle utilise essentiellement le silex local, qui est de qualité moyenne et affecté d'une partie blanchâtre. Quelques lamelles sont tirées de silex Turonien du Fumélois (~180 km au nord) ; on trouve aussi un très petit nombre d'éclats en silex jaspoïde beige. Elle inclut quelques nucleus à lamelles et des pièces globuleuses informes associées à de nombreux débris de taille.
L'outillage, qui n'est jamais franchement laminaire, est de petite dimension (module général en débitage inférieur à 5 cm) et de facture médiocre - une qualité vraisemblablement dur à celle de la matière première. L'outil dominant est la lamelle à dos, avec huit pièces dont une à retouche alterne et une à troncature oblique confinant au triangle. Il y a aussi une lame retouchée, deux burins dièdres déjetés et un burin sur plan. L'un des trois grattoirs est un petit museau très atypique. Les chutes de burin sont nombreuses malgré la rareté des burins présents.

#### Matériel osseux
Les objets en os sont rares mais de bonne qualité. Leur état de conservation est variable.
Une baguette fragmentaire en bois de renne porte quelques incisions géométriques. Un petit tronçon de baguette demi-ronde atypique est gravé de deux fines incisions longitudinales. Un segment de sagaie en bois de renne, à section circulaire, appartenir peut-être à un type à biseau simple.
Parmi les pièces en bon état de conservation, un lissoir très fin est amputé par une fracture ancienne. Une belle armature de sagaie en bois de renne du type « à base raccourcie » est ornée d'incisions longitudinales doubles encadrant un motif gravé en oblique ; d'après L. Mons, ce type est particulièrement répandu au Magdalénien supérieur (Lortet, Isturitz) mais des exemplaires antérieurs peuvent aussi exister.
Cette industrie appartient au Magdalénien moyen, mais il est difficile d'être plus précis. Les opinions émises par L. Méroc, J. Clottes, et les résultats d'une analyse pollinique, tendent vers une phase récente du Magdalénien moyen.

#### Parures
La plus belle pièce est une pendeloque en os (côte de renne ?) gravée d'un protomé d'hydrontin, trouvée par Cammas à Pâques 1957. Elle mesure 70 × 13 cm pour une épaisseur maximale de 2,5 cm et est légèrement arquée. Le trou de suspension est à l'extrémité d'une cannelure gravée des deux côtés de fines incisions en chevrons. Le principal élément de décor est exécuté avec des traits fins et précis, en détail : mufle bien apparent, œil souligné d'un trait, longues oreilles pointues avec interruption du trait suggérant un effet de profondeur. Les pattes antérieures de ce protomé ont cependant une position peu anatomique ; elles sont fines - une autre caractéristique asinienne typique. Cette pièce a peut-être servi de lissoir.
La base du niveau II a livré trois fragments de coquillages du genre Cypraea, une valve perforée d'un coquillage du genre Glycymeris, et deux incisives de cheval perforées.
Deux perles en pierre proviennent vraisemblablement des horizons supérieurs proto-historiques.

#### Conservation des collections
Le musée d'Archéologie nationale (Saint-Germain-en-Laye) a acheté en 1989 une partie de cette collection rassemblée sur Montmaurin et sa région, qui comprend entre autres une partie du mobilier de la grotte du Putois 2 - mais pas tous les 1 153 objets provenant de tous les niveaux de Putois 2. Le musée national de Préhistoire (Les Eyzies) en possède également. Une autre partie du mobilier du Putois 2 est conservée à la D.R.A.P. (direction régionale des antiquités préhistoriques) Midi-Pyrénées.

### Grotte de la Terrasse

#### Découverte du gisement
L'attention de Louis Méroc se porte sur la grotte de la Terrasse entre 1947 (date de sa première campagne de fouilles à Montmaurin) et 1954 (date de sa première publication sur la grotte), lorsqu'il constate la présence d'un gisement de quartzites taillés emballés dans un lit de sédiments surmontant un lit de galets roulés.

#### Fouilles
Méroc mène les fouilles de la Terrasse conjointement avec Georges Laplace. Les premières fouilles datent de 1948 ; elle est entièrement fouillée jusqu'en 1957.

#### Présentation
Une terrasse orientée vers le nord-ouest précède une petite esplanade allongée perpendiculairement à la falaise et encadrée par deux parois calcaires verticales ; ces parois sont les vestiges d'une galerie dont la voûte s'est effondrée. 

Méroc   (1954) la qualifie de « station de plein air ». De nos jours elle se présente de fait comme telle, avec un terrain très incliné en direction de l'à-pic ; c'est pourquoi sa nature véritable a longtemps éludé les chercheurs.

#### Évolution de la grotte
Certains aspects de la formation et de l'évolution de la grotte ne font pas l'unanimité. Méroc pense qu'elle s'est creusée pendant la glaciation de Mindel ; d'autres chercheurs divergent pour ce point. Les avis se rejoignent pour un premier éboulement advenu avant le début de la sédimentation, et cette dernière aurait commencé en climat tempéré avec les couches 3 puis 2. Les hyènes s'y installent, puis les humains. 

Ensuite les avis divergent de nouveau : selon Méroc, le deuxième éboulement a eu lieu pendant l'occupation humaine et il est possible que des humains soient restés emmurés ; il a tenté de retrouver par sondages le reste supposé de la galerie, mais sans résultat. 

D'autres chercheurs pensent que les humains ont toujours habité l'intérieur de la grotte et que le dernier éboulement est postérieur à la dernière occupation humaine.

#### Stratigraphie
La stratigraphie est assez complexe, avec des sous-couches alternantes de substrats variés, des épaiseurs elles aussi très variables pour la plupart des sous-couches et couches, et des stratifications entrecroisées pour plusieurs d'entre elles. Serra-Joulin   (2002) la résume ainsi :
La couche 4, la plus ancienne, est faite de galets roulés sur 40 cm d'épaisseur, vestiges d'un ancien affluent de la Seygouade, correspondant à l'époque de creusement de la grotte.
La couche 3 est faite d'une série principalement de sables entrecoupés de dépôts manganésifères : d'abord des sables meubles sans stratification apparente, puis des sables à stratification horizontale, ensuite d'épaisses couches argilo-limoneuses contenant deux planchers stalagmitiques. Le tout est surmonté par une couche de sable blanc couverte de coprolithes de hyènes, puis d'épaisses concrétions sableuses, et enfin par un deuxième lit de coprolithes de hyènes. Elle correspond à un climat tempéré. Seule sa partie supérieure a livré de l'industrie lithique.
La couche 2 présente de 0 à 3 m d'épaisseur de limon argileux avec une gamme de couleurs allant du brun-rouge au jaune clair. Ce limon est entrecoupé de deux passées fossilifères : les « couches à os » inférieure et supérieure, séparées par un banc d'argile rouge stérile. Ces couches sont fortement concrétionnées et imprégnées de manganèse, avec par endroits des nodules phosphatés. Cette couche correspond aussi à un climat tempéré et peut dater soit de l'interglaciaire Mindel-Riss (~ 410 000 à 370 000 ans), soit - plus probablement - d'un épisode doux inter-Riss. Elle a livré de l'industrie lithique.
La couche 1 est faite de 60 cm à 1 m de limon brun-rouge emballant des éboulis calcaires, que surmonte parfois un lit de terre noire. Elle correspond au retour à des conditions climatiques plus rigoureuses : elle a les caractéristiques d'une couche d'époque glaciaire et date probablement du Riss. Elle aussi a livré de l'industrie lithique.

#### Industrie lithique
Les séquences médiane et supérieure de sa stratigraphie, similaires à celle de la base de de Coupe-Gorge (Gaillard   1979 / 1982), se sont déposées lors des stades isotopiques (MIS) 6 et 5e. Elles ont livré de l'Acheuléen supérieur.
L'essentiel de l'outillage est fait de quartzite local (en moyenne 75 % de l'outillage et plus utilisé dans la couche 1 que dans la couche 2) qui vient du plateau de Lannemezan et tapisse le lit de la Seygouade ; un peu de lydiennes (les « roches bleues » de L. Méroc), de silex et de quartz. Il inclut des galets aménagés : choppers, chopping-tools et bifaces,, trois hachereaux sur éclats. Il n'y a pas de débitage Levallois vrai, ; seuls de petits éclats s'en rapprochent. Mais le débitage discoïde, largement prédominant, est très différent de l'Acheuléen classique. Les rares bifaces sont de qualité moyenne ; par contre le débitage d'éclats systématisé domine très largement.
L'évolution de l'outillage entre les deux couches indique une adaptation à des besoins différents, peut-être liés à un changement de climat et donc de faune.

### Grotte des Abeilles
Elle se trouve en rive gauche (côté ouest) de la Seygouade, juste après la confluence du ruisseau du Ber,, et s'ouvre vers le sud-ouest. Cette grotte est la première dans laquelle a été reconnu le proto-Aurignacien, publié par G. Laplace en 1966. Elle est découverte par Raoul Cammas, qui l'étudie en 1945 et 1947. Les premières fouilles de Méroc datent de 1948. Elle est fouillée jusqu'en 1951 sur environ 22 m2, à l'entrée et à l'intérieur.

#### Stratigraphie
Quatre niveaux stratigraphiques y sont trouvés sur environ 1,50 m de hauteur, révélant trois ensembles culturels (Laplace et al. 2006) :
- couche 4[125], argilo-sableuse : Moustérien ;
- couche 3[125], sableuse : Aurignacien (niveau inférieur)[124] ;
- couche 2[125] au-dessus : un niveau moyen d'Aurignacien contenant des pointes osseuses plates triangulaires[124]. Pour les niveaux 3 et 2, la faune est dominée par le trio bovin - cheval - renne[127], additionnée de quelques vestiges de cerf élaphe, sanglier, chamois, renard, ours, mammouth laineux et hyène[128] ;
- couche 1[125], niveau supérieur : Aurignacien ancien, à pointes osseuses à base fendue[124]. La faune est la même qu'aux niveaux 3 et 2, mais avec prédominance du renne sur les deux autres espèces dominantes ; s'y ajoutent en petites quantités ibex, isard, mégalocéros, lièvre[129], mustélidé, chèvre et lynx[128] ;
- le tout surmonté d'un épais cailloutis[124].

Après étude, les couches 9 
et 10 (ces notations sont de Laplace 1966, ce sont les couches 3 et 2) s'avèrent être du proto-Aurignacien : il existe une discontinuité entre le niveau inférieur et le niveau moyen d'Aurignacien, représentant deux phases d'évolution distinctes. Le niveau inférieur représente une industrie aurignacoïde archaïque marquée par une dominance des pièces à dos marginal, qui composent la quasi-totalité des lames à dos et des protogéométriques. L'industrie aurignacoïde du niveau moyen voit une régression des pièces à dos marginal et le développement des lames-racloirs et des grattoirs carénés, et amène à l'Aurignacien ancien du niveau supérieur.
L'industrie lithique est réétudiée par Eizenberg (2006) et par Bon (2011) ; Les vestiges de faune abondants correspondent à des restes de nourriture ; certains ont été transformés en outils et ornements.
L'industrie lithique des Abeilles sur une longue séquence stratigraphique témoigne d'activités multiples dès le proto-Aurignacien.
Les niveaux de Proto-Aurignacien et d'Aurignacien ancien ont également livré des dents humaines.
La publication de son remplissage fait l'objet d'une dispute entre L. Méroc et G. Laplace vers la fin des années 1950, qui amène une rupture entre les deux chercheurs.
Le musée des antiquités nationales a acheté en 1989 la collection Cammas rassemblée sur Montmaurin et sa région, qui comprend entre autres tout le mobilier de la grotte des Abeilles.
Ne pas confondre la grotte des Abeilles à Montmaurin, avec :
- la grotte sépulcrale des Abeilles sur Châteauneuf-les-Martigues (Bouches-du-Rhône)[136] ;
- la grotte des Abeilles sur Ferrals-les-Montagnes (Minervois, Hérault)[137].

### Grotte Zubiate
Selon Cailhol et al. (2019), elle se trouvait en rive gauche (côté ouest) de la Seygouade, mais Rouquerol et Cantet (2010) la placent en rive droite à un peu plus d'une centaine de mètres en amont (vers le sud) de la grotte du Putois. C'était une petite cavité ouverte par les travaux de la carrière Zubiate. Les premières fouilles datent de 1948. Elle a livré un crâne humain, sans mobilier. Comme l'abri de la Save, la grotte Zubiate a été détruite par l'avancée des travaux de la carrière.

## Protection
Sous l'impulsion de Louis Méroc, quatre grottes de Montmaurin sont classées sous la même dénomination comme monument historique depuis le 14 décembre 1949 : grotte de Coupe-Gorge, grotte Boule, la Terrasse et la Niche.

## Menaces
Les grottes de Montmaurin sont répétitivement menacées par l'établissement de carrières d'extraction du calcaire du massif, c'est-à-dire par cela même qui les a remises au jour.

### Le début des carrières
La première carrière concerne la vallée de la Save, vers le haut du versant rive gauche de ses gorges, près de leur sortie nord. Elle est stoppée lorsque l'entaille commence à défigurer le site. Les carriers viennent ensuite dans la vallée de la Seygouade, où ils trouvent le même calcaire. Les moyens mis en œuvre restent artisanaux.
En 1923, Henri Vallois raconte comment l'exploitation d'une carrière met au jour une grotte non explorée : « À une distance de quelques mètres de l'entrée, […] les ouvriers ont découvert un certain nombre de squelettes, mais l'entrepreneur qui dirigeait ces travaux s'est empressé de faire jeter à la rivière, toutes les pièces exhumées, de peur que l'on ne vienne déranger ses ouvriers en les recueillant ! ».
En 1954, les quatre grottes du Putois risquaient déjà la destruction par des travaux de carrière et il importait d'en sauver d'urgence le contenu (d'où les fouilles de L. Méroc).
En 1969, alors même que Louis Méroc, Georges Simonnet, Jacques Aubinel, Christian Servelle et Michel Girard préparent la visite des membres du Congrès international de l'U.I.S.P.P. (Union Internationale des Sciences Préhistoriques et Protohistoriques), ils assistent impuissants à des tirs de mines qui détruisent la zone entourant les grottes préhistoriques : « Plusieurs cavités emplies d'ossements avaient d'ailleurs été éventrées sous nos yeux par ces explosions sans que l'on puisse intervenir ni pouvoir collecter quoi que ce soit ».

### Un projet de carrière en cours
La CO.RE.P.H.A.E. (Commission Régionale du Patrimoine Historique, Archéologique et Ethnologique), obtient une décision interdisant la poursuite de l'exploitation au-delà du 15 avril 2007, date prévue pour la fin de la concession.
Depuis 2007, ans un projet d'ouverture de carrière menace les grottes,. Les premiers pourparlers entre l'ancien maire et la société exploitante, l'entreprise Giuliani – Dragages Garonnais, datent de janvier 2007. Dès 2008 les protestations s'élèvent contre cette destruction d'un patrimoine unique, dont les voix de préhistoriens bien connus. Un arrêté préfectoral du 10 avril 2009 autorise l'exploitation d'une carrière de calcaire par la SARL Dragages Garonnais ; la commune de Montmaurin donne concession du site de la carrière pour une période de 9 ans. 

Le diagnostic archéologique, préalable requis pour la carrière, voit sa première phase réalisée par l'Inrap en 2010 ; il met au jour un ensemble fortifié de la fin du XIIe siècle-début XIIIe siècle. Le tribunal administratif de Toulouse, saisi le 24 octobre 2013, annule l'arrêté d'autorisation. Le 17 novembre 2015, la cour administrative d'appel est saisie par l'entreprise : elle annule le jugement du tribunal administratif, mais soustrait du périmètre de l'autorisation initiale les terrains des vestiges médiévaux nouvellement découverts. Le 17 octobre 2016, le Conseil d'État confirme le jugement de la cour administrative d'appel de Bordeaux. 

Le Conseil départemental refuse son accord pour ce projet depuis le début, arguant que les routes ne sont pas assez bonnes pour supporter le trafic de camions que l'exploitation de carrière engendrera ; et que la carrière « génère(rait) des nuisances à l'encontre de ce site naturel et archéologique reconnu » (motion votée en juin 2016),.
Outre la première phase du diagnostic archéologique, publiée en 2011, une deuxième phase a été réalisée en 2018,.
Voir aussi Marcel Delpoux, « Plaidoyer pour la sauvegarde d'un sanctuaire géologique, géomorphologique, floristique, faunistique et archéologique : l'interfluve Save-Syegouade et ses abords immédiats à hauteur des gorges de la Save », résumé, publié dans le cadre d'un appel à soutien auprès des défenseurs de la nature et du patrimoine pour le compte de L'association « Entre Save et Seygouade », sur fichier-pdf.fr, avril 2010 (consulté en décembre 2020).

## Visites, musées
Le musée de Montmaurin, installé au rez-de-chaussée de l'ancien presbytère du village, est composé de trois espaces : le paysage (bassin alluvial, dôme karstique, gorges de la Save et de la Seygouade), la préhistoire et les deux villas gallo-romaines. Il présente une sélection d'objets trouvés au cours des fouilles, des dépôts du Service régional de l'archéologie d'Occitanie et du Muséum de Toulouse, des illustrations et photographies, et une maquette numérique et des audiovisuels pour faire découvrir la longue histoire du territoire. La deuxième salle : « Montmaurin, un haut-lieu de la Préhistoire », a été réalisée en collaboration avec Amélie Vialet et son équipe, Jean-Marc Pétillon et le Service Régional de l'Archéologie d'Occitanie. Quatre vitrines murales, une vitrine en niche et trois vitrines sur table présentent les objets sélectionnés pour illustrer cette partie de l'histoire de Montmaurin et des grottes de Lespugue. Une vitrine est dédiée aux restes humains de Montmaurin et à leur place dans l'évolution de l'espèce humaine.

### Petite histoire du musée de Montmaurin
Les premiers à s'intéresser à l'archéologie des lieux dès le XIXe siècle sont les curés de Montmaurin, les abbés Gazaux et Couret. Le site de la villa gallo-romaine de Lassalles étant menacé par la récupération de ses matériaux pour construction, Jean-Marie Couret demande son aide à isidore Miro, chef d'une famille d'agriculteurs installée dans la région depuis le XVIe siècle. I. Miro achète les terres de la villa de Lassalles de 1879 à 1882. Les objets découverts, gallo-romains puis préhistoriques, sont stockés dans la réserve de pomme de terre de la ferme des Miro ; après Isidore, ses descendants François, Jean et Jean-Paul prennent le relais pour assurer la préservation de ces objets.
La famille Miro, qui exploite aussi le calcaire local, facilite également les travaux des archéologues dans leurs carrières - pour ses services elle reçoit d'ailleurs le 20 mars 1950 la médaille d'argent avec diplôme de la Société archéologique du Midi de la France. La carrière où se trouvent les principales grottes de Montmaurin porte leur nom.
Lorsqu'est découverte la tête d'un éphèbe connu depuis comme « l'adolescent de Montmaurin », l'instituteur et archéologue amateur de Saint-Plancard Georges Fouet est en train de fouiller la villa de Lassalles ; ses fouilles amènent la notoriété de la villa et la commune met à disposition les deux salles qui jouxtent la mairie pour y créer le musée de Montmaurin. Ce musée communal a une « galerie de la Préhistoire », dont Louis Méroc disait déjà en 1955 les problèmes d'exigüité et d'absence de salle de réserve.
L'État rachète de la famille Miro les 1,2 ha du site de Lassalles en 1953. Les collections du musée de Montmaurin sont rachetées par l'État (Centre des Monuments Nationaux, ou CMN) à la fin des années 1960.
L'ancien musée communal a fermé avant l'ouverture du nouveau musée : le 29 novembre 2017, les deux salles Préhistoire et Époque gallo-romaine du musée sont vidées (manu militari et malgré les protestations locales dont celles du premier adjoint Alain Baqué et de l'adjoint Bertrand Miro) pour inventaire et restaurations en vue de préparer l'ouverture du nouveau musée,,,.
Selon les prévisions en 2019, le nouveau musée a été inauguré et a ouvert ses portes le samedi 25 janvier 2020.